# Hydrotaea fumifera
Hydrotaea fumifera este o specie de muște din genul Hydrotaea, familia Muscidae. A fost descrisă pentru prima dată de Walker în anul 1853. Conform Catalogue of Life specia Hydrotaea fumifera nu are subspecii cunoscute.